# 内家拳法
内家拳法（ないかけんぽう）は、太極拳の創始者であるといわれる張三丰を始祖とする拳法。
内家拳法と太極拳、紀効新書の拳経との関係を考察する研究がある。

## 概要

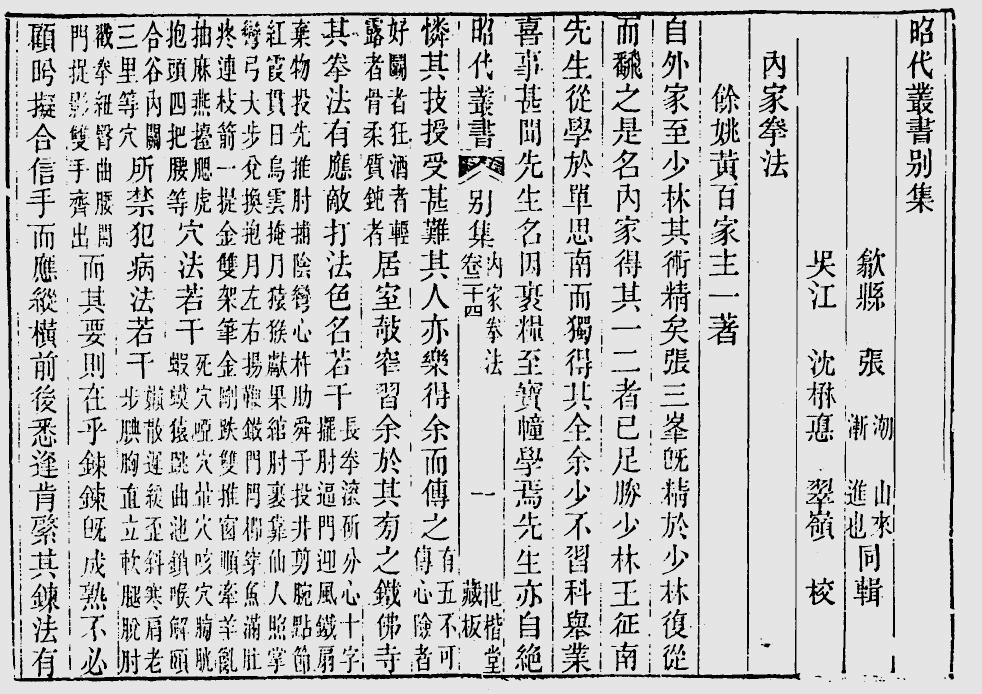
このことは、事実を明確に検証する学問である考証学の祖と言われた黄宗羲の子、黄百家が書した「内家拳法」の第一ページ目

内家拳法の技術的な詳細は、黄宗羲の子息である黄百家が著した「内家拳法」に記載されている。黄宗羲が記した王征南墓志銘には、北宗代に張三丰が内家拳法を創始し、王征南はその使い手であると記されており、黄百家は王征南の弟子である。
また、映画《太极张三丰》において、張三丰の拳法を太極拳法という名称で、ジェット・リーが再現して表演している。
内家拳法は太極拳法という名称でもある可能性が高く、太極拳法で残存しているものの1つとして、楊露禅に伝わった楊氏太極拳法などがあるとする説もある。
太極拳・形意拳・八卦掌などの中国拳法を総称して内家拳と呼ぶが、内家拳法は中国拳法の一つであり、同じものではない。

## 内家拳法の技法
技法は、「手法」、「歩法」、「技法」、「套路」および「経穴」に関する重要な規定がある。その技術的内容は以上の五つの要素から構成されている。経穴は死穴・唖穴・暈穴・咳穴・膀胱・蝦蟆・猿跳・曲池・鎮喉・解頭・合谷・内関・三里の穴位を攻めるとされている。
歩法は斫や削などといった手の動作を示す「手法三十五」と、碾歩や坐馬歩といった足の動きを表す「歩法十八」がある。現在の太極拳と共通するものとして、歩法では、「碾歩、冲歩、撒歩、曲歩、蹋歩、斂歩、坐馬歩、釣馬歩、翻身歩、追步、逼歩、斜歩、絞花歩」、手法では「斫 、削、磕、靠、抹、敲、揺、擺、撒、挑、綰、衝、鈎、拈、起、倒、圧、発、挿、釣」などがある。
技術には長拳、迎風鉄扇、舜子投井、猿猴献果、兌換抱月、滿肚疼、金剛跌、燕抬腮、滾斫、分心十字、擺肘逼門、棄物投先、推肘捕陰、彎心杵肋、綰肘裏靠、仙人昭掌、彎弓大步、剪腕点節、紅霞貫日、烏雲掩月、左右揚鞭、連枝剪、双推窗、虎抱頭、鉄門閂、柳穿魚、一提金、双架筆、順牽羊、乱抽麻、四把腰などの独立した招式がある。
套路には六路として、祐神通臂為最高、斗門深鎖転英豪、仙人立起朝天勢、撒出抱月不相饒、揚鞭左右人難及、煞鎚衝擄兩翅搖、十段錦として立起座山虎勢、迴身急步三追、架起双刀斂步、滾斫進退三迴、分身十字急三追、架刀斫帰営寨、紐拳碾步勢如初、滾斫退帰原路、入步韜随前進、滾斫歸初飛步、金鶏独立緊攀弓、坐馬四平兩顧がある。